# Touch
Touch (タッチ, Tacchi, xuất bản ở Việt Nam với tên Tầm với) là một bộ manga về bóng chày trung học của Adachi Mitsuru. Nó nguyên được xuất bản trong tạp chí manga Shonen Sunday xuất bản hàng tuần từ 1981–1986. Truyện này đã được chuyển thể thành loạt phim anime 101 tập phát trên truyền hình, ba phim anime mang tính sân khấu tóm tắt lại những tập truyện TV, hai tập anime TV đặc biệt được chiếu sau những sự kiện trong những tập TV, một phim TV người đóng đặc biệt, và một phim người đóng phát hành vào năm 2005. Touch là một trong những bộ truyện giành được Giải Manga Shogakukan lần thứ 28 vào năm 1982, cùng với Miyuki của Adachi.

## Cốt truyện
Touch nói về câu chuyện của ba người: Uesugi Kazuya và Tatsuya (anh em song sinh) và Asakura Minami. Họ sống bên nhau từ khi còn nhỏ, và cha mẹ thậm chí đã dựng lên căn nhà ở khoảng sân ở giữa hai nhà để có chỗ cho những đứa trẻ chơi mà không phá phách trong nhà. Khi lớn lên, họ đột nhiên nhận ra rằng một người trong bọn là nữ, và Kazuya và Minami gần gũi với nhau hơn. Kazuya, cậu em song sinh, là một học sinh xuất sắc (cũng như Minami).
Tatsuya thật sự rất tài năng và sâu sắc nhưng cũng khá lười biếng. Từ cấp 2, Kazuya đã nhận được nhiều giải thưởng vì khả năng chơi bóng chày giỏi ở vị trí ném bóng. Còn Tatsuya luôn có xu hướng nhường sự hào quang cho cậu em, khi cậu không bao giờ muốn đối đầu trực tiếp với Kazuya. Sự nhường nhịn này bao gồm cả chuyện về Minami; tuy phần lớn mọi người (kể cả cha mẹ hai bên) đều cho rằng Minami và Kazuya là một cặp lý tưởng, Minami lại có vẻ thích Tatsuya hơn.
Tuy nhiên, trong năm đầu tiên ở trường cấp 3, Kazuya bị một chiếc xe tải tông chết khi đang cứu một đứa trẻ mà cậu thấy trên đường đi đến trận chung kết vòng loại bóng chày khu vực. Do cái chết của Kazuya, Tatsuya cuối cùng cũng bị Minami thuyết phục phải đứng vào vị trí mà người em để lại và giúp đưa đội bóng đến Kōshien, nơi diễn ra giải vô địch bóng chày các trường trung học toàn quốc.
Đầu tiên, Tatsuya không muốn liên quan đến chuyện này, nhưng sau khi nói chuyện với bạn bè và suy nghĩ kỹ, cậu quyết định tập trung và giúp đỡ đội bóng chày. Cùng lúc đó, Minami cũng tham dự vào Giải Thể dục dụng cụ toàn Nhật Bản. Touch kể về câu chuyện về sự thương nhớ về Kazuya đã đưa họ đến với nhau ra sao.

## Truyền thông

### Manga
Có tổng cộng 26 tập. Tại Nhật, truyện được phát hành lại thành 12 tập truyện khổ lớn, và phát hành lại lần nữa thành 17 tập "Ấn bản hoàn hảo" giống với kích thước gốc của tạp chí mà nó xuất bản kèm và có kèm các tranh màu.
Bộ truyện Touch đã được xuất bản ở Việt Nam hai lần, lần đầu với tên Anh em sinh đôi và lần thứ hai do Nhà xuất bản Trẻ mua bản quyền từ Shogakukan và xuất bản với tên tiếng Việt là Tầm với.

### Anime
Loạt phim anime Touch ra mắt vào 24 tháng 3 năm 1985, và chiếu đến ngày 22 tháng 3 năm 1987, bao gồm 101 tập.

#### Lồng tiếng
- Uesugi Tatsuya: Mitsuya Yūji
- Asakura Minami: Hidaka Noriko
- Uesugi Kazuya: Nanba Keiichi
- Matsudaira Kōtarō: Hayashiya Shōzō
- Nitta Akio: Inoue Kazuhiko
- Nitta Yuka: Tominaga Miina
- Harada Shōhei: Ginga Banjō
- Sakata: Inaba Minoru
- Kuroki: Shiozawa Kaneto
- Nishimura Isamu: Nakao Ryūsei
- Yoshida Takeshi: Shioya Yoku→ Horikawa Ryō
- Coach Nishio: Kitamura Kōichi
- Nishio Sachiko: Tsuru Hiromi
- Uesugi Shingo, Punch: Chiba Shigeru
- Uesugi Haruko: Komiya Kazue
- Asakura Toshio: Masuoka Hiroshi
- Kashiwaba Eijirō: Tanaka Hideyuki
- Kashiwaba Eiichirō: Utsumi Kenji

#### Đoàn làm phim
- Kế hoạch: Oka Tadashi (Fuji TV) & Kataoka Yoshirō (ADK), phối hợp với Usami Kiyoshi (OB Planning)
- Điều hành sản xuất: Nakao Yoshinobu (Fuji TV), Kameyama Chihiro (Fuji TV), Fujihara Masashi, Tsuiki Shigetsugu
- Giám đốc nghệ thuật: Kobayashi Shichirō
- Backgrounds: Kobayashi Production
- Quay phim: Studio Gallop
- Giám đốc âm nhạc: Fujiyama Fusanobu
- Music Work: Zack Promotion
- Âm nhạc: Serizawa Hiroaki
- Trợ lý Giám đốc hoạt hình: Maeda Minoru
- Series Bungei Organization: Takaboshi Yumiko, Namiki Satoshi
- Title Animation: Sugii Gisaburō, Maeda Minoru, Nagaoka Akinori
- Giám đốc hình ảnh: Maeda Tsuneo
- Series Director: Tokita Hiroko
- Trợ lý giám đốc: Sugii Gisaburō
- Hỗ trợ sản xuất: Studio Junio, Studio Gallop, Kitty Films
- Sản xuất bởi: Toho, Group TAC, ADK

#### Nhạc chính

##### Mở đầu
- Tập 1-27: Tầm với, bởi Iwasaki Yoshimi
- Tập 28-56: Ai ga Hitoribocchi, bởi Iwasaki Yoshimi
- Tập 57-79: Che! Che! Che!, bởi Iwasaki Yoshimi
- Tập 80-93: Hitoribocchi no Duet, bởi Yumekojo
- Tập 94-101: Jōnetsu Monogatari, bởi Iwasaki Yoshimi

##### Kết thúc
- Tập 1-27: Kimi ga Inakereba, bởi Iwasaki Yoshimi
- Tập 28-62: Seishun, bởi Iwasaki Yoshimi
- Tập 63-79: Yakusoku, bởi Iwasaki Yoshimi
- Tập 80-101: Kimi wo Tobashita Gogo, bởi Yumekojo

### Live Action
Touch được chuyển thể thành phim điện ảnh, khởi chiếu tại Nhật vào 09/10/2005.

#### Diễn viên
Keita Saito trong vai Kazuya Uesugi
Masami Nagasawa trong vai Minami Asakura
Syota Saito trong vai Tatsuya Uesugi